# Brahe Basket
Brahe Basket, startad 1976, är en basketbollklubb från Huskvarna i Sverige. Brahe Basket övertog verksamheten från Huskvarna BK, som 1966 övertagit verksamheten från KFUM Huskvarna. Herrlaget drog sig ur Svenska basketligan efter säsongen 1993/1994. Damlaget spelar i Damligan och herrlaget spelar sedan säsongen 2009/2010 i basketettan. Damlaget förlorade SM-finalspelet säsongen 2003/2004 mot Solna Vikings.

## Historik
Sedan sporten introducerades till Sverige har basketboll spelats i Södra Vätterbygden, framför allt i Huskvarna. KFUM Huskvarna spelade i Sveriges högsta division under några säsonger under det tidiga 1960-talet. Verksamheten övertogs 1966 av Huskvarna BK.
Brahe Basket bildades 1976 med målsättning att samordna all basketbollverksamhet i Jönköpings kommun. Under åren har klubben spelat elitbasket på såväl herr- som damsidan och haft en stor ungdomsverksamhet. I dag är föreningen uppdelad i tre sektioner: senior, ungdom och mini.
Damlaget spelar i Elitserien, numera Damligan. På seniorsidan finns ytterligare ett div II för damer, Tornado. 1994 drog sig Brahe ur Basketligan varefter herrverksamheten prioriterades bort efter en kortare tid i division 2, men säsongen 2006/2007 var man tillbaka med ett nysatsande herrlag i division 2 i ett försök att på sikt återigen etablera ett herrlag från Brahe Basket på förbundsserienivå. Säsongen 2008/2009 tog man klivet upp till basketettan.
Föreningens elitverksamhet har alltid varit en källa till att mycket kompetenta tränare och utbildare sökt sig till föreningen. Brahe baskets verksamhet var också en av de bidragande orsakerna till att Sandagymnasiet erhöll ett basketgymnasium.
Klubben bedriver ungdomsverksamhet som omfattar flickor och pojkar från högstadiet och gymnasiet, 13-18 år, samt en miniverksamhet för årskurs 4-6. Bredden är av största vikt för klubben som har gjort en nysatsning på ungdomar sedan ett par år tillbaka. Denna satsning börjar ge bra resultat och ett omfattande utvecklingsarbete pågår i föreningen.

## Nuvarande trupp
| Nr | Land | Pos | Namn |
| -- | ---- | --- | ---- |
|    |      |     |      |

### Fotnoter
1. ↑  ”Historia”. Brahe Basket. Arkiverad från originalet den 19 april 2017. https://web.archive.org/web/20170419105106/http://www.brahebasket.se/om-oss/historia/. Läst 25 januari 2015.
2. ↑  Isac Ericsson (5 mars 2004). ”SM-silver”. Brahe Basket. Arkiverad från originalet den 19 april 2017. https://web.archive.org/web/20170419104828/http://www.brahebasket.se/om-oss/historia/sm-silver-2004/. Läst 25 januari 2015.